# Perdita gerardiae
Perdita gerardiae là một loài Hymenoptera trong họ Andrenidae. Loài này được Crawford mô tả khoa học năm 1932.